# 阿馬迪耶

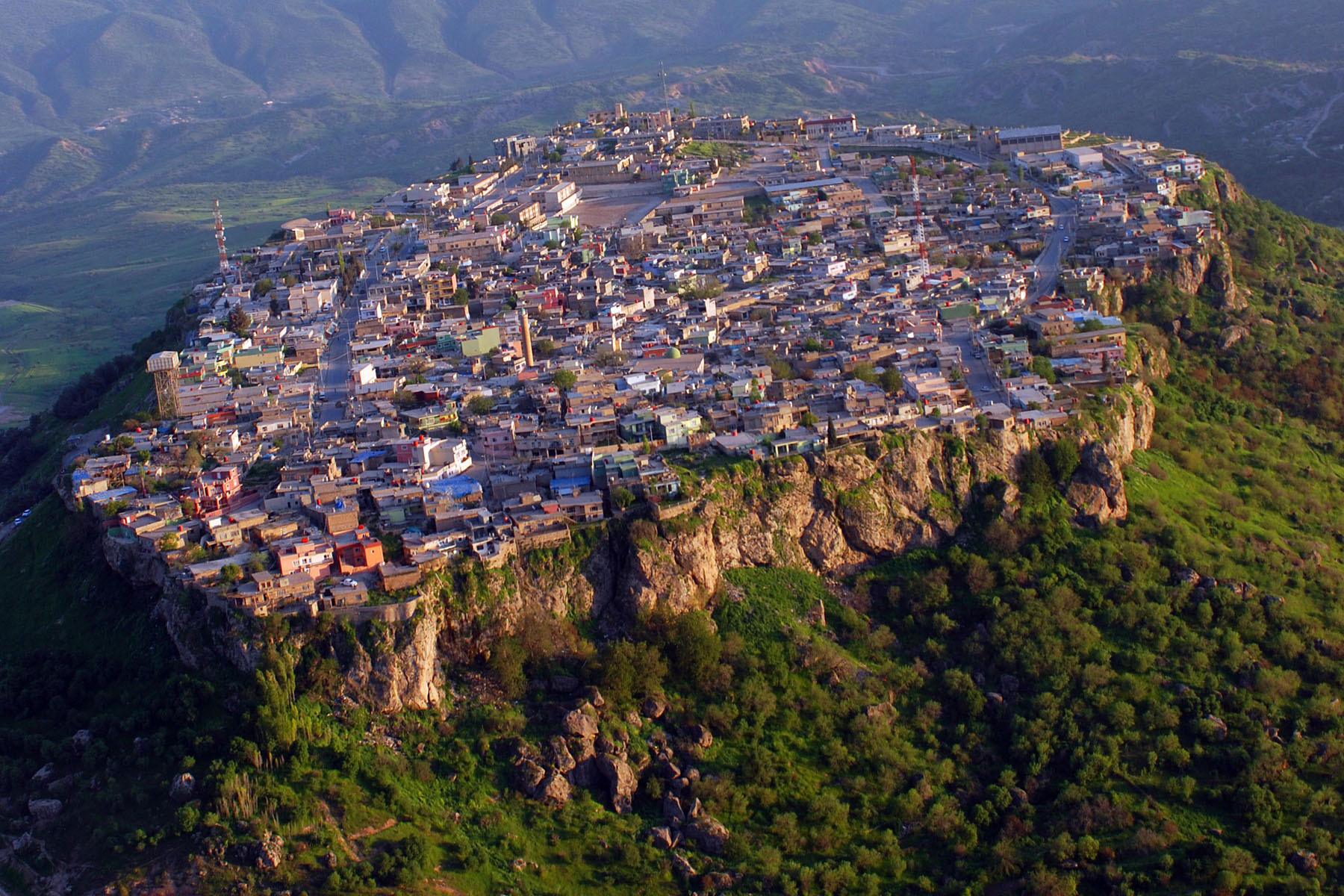
鳥瞰阿馬迪耶

阿馬迪耶（庫德語: Amêdî），是一座位於伊拉克庫德斯坦杜胡克省最北邊的庫德族城鎮，距離邊境約10公里。
阿馬迪耶位於一座山上，過去僅能由一條狹窄的階梯進入。數個世紀以來，在脫離阿拉伯帝國之後，該地由阿巴斯皇族帕夏所統治。該城鎮的歷史可回溯到前3000年，它建於山的坪頂，一直是軍事要地，也位於絲綢之路之上。

## 外部連結
- malperê melbendê Amêdiyê